# ساری ساس
ساری ساس (انگلیسی: Sari Szasz؛ زادهٔ ۱۹۲۲) یک بازیکن تنیس روی میز است. 
وی در مسابقات کشوری و بین‌المللی در مجموع برنده ۴ مدال طلا، ۲ مدال نقره، ۱ مدال برنز شده‌است.